# امبوهرن
امبوهرن (به آلمانی: Embühren) یک شهر در آلمان است که در رندسبورگ-اکرنفورده واقع شده‌است.
 امبوهرن  ۲۲۹ نفر جمعیت دارد.